# 3124-es mellékút (Magyarország)
A 3124-es számú mellékút egy négy számjegyű mellékút Pest vármegyében, a fővárosi agglomeráció kelet-pesti részén; Mendét kapcsolja össze Gyömrővel, illetve mindkét települést az M4-es autóút legközelebbi csomópontjával.

## Nyomvonala
Mende nyugati külterületei között ágazik ki a 31-es főútból, annak 32+850-es kilométerszelvénye közelében. Dél-délnyugat felé indul, kevesebb, mint 100 méter után átszeli az Alsó-Tápiót, majd körülbelül 400 méter után keresztezi a Budapest–Újszász–Szolnok-vasútvonal vágányait, nyílt vonali szakaszon. A síneken túl már Gyömrő határszélén folytatódik, kevéssel ezután pedig a település első házait is eléri.
Mendei út, majd Kossuth Lajos utca néven húzódik Gyömrő központjáig, ahol – 2,7 kilométer megtétele után – egy körforgalmú csomópontban keresztezi az Ecser–Maglód–Monor közti 3111-es utat. Nyugati irányban lép ki a körforgalomból, Gróf Teleki Pál utca néven, de bő fél kilométer után visszatér a korábban követett dél-délnyugati irányához és ott az Üllői út nevet veszi fel.
Nagyjából a negyedik kilométerétől már külterületek közt halad és ott is ér véget, Gyömrő és Üllő határvonalán. Végpontján egy olyan körforgalomba érkezik meg, amelybe délkelet felől a 404-es főút kapcsolódik bele, illetve csatlakoznak hozzá az M4-es autóút Budapest felé vezető pályatestjének fel- és lehajtó útágai (40 403, 40 404) is.
Teljes hossza, az országos közutak térképes nyilvántartását szolgáló kira.gov.hu adatbázisa szerint 5,976 kilométer.

## Települések az út mentén
- Mende
- Gyömrő
- Üllő

## Története
Korábban egy ideig a 4603-as út részét képezte. Önálló számozását nyilvánvalóan az M4-es autóút itteni szakaszának forgalomba helyezése indokolta, hiszen azzal a fejlesztéssel megszűnt a közvetlen kapcsolat az útépítéssel elvágott két szakasza (a gyömrői Üllői út és az üllői Gyömrői út) között, sőt a Gyömrő–4-es főút közti forgalmat teljesen új útvonalra (a 404-es főútra) terelték át. Természetesen a számváltozásban az is közrejátszhatott, hogy ez az útszakasz valójában a 31-es és a 4-es főutak közti tartományban húzódik, ami miatt a szabályszerű útszámának, az érvényes útszámozási elvek szerint 3-as számjeggyel kell kezdődnie. Az átszámozás valamikor 2019-2020 táján történhetett.